# ありえないくらい奇跡
「ありえないくらい奇跡」（ありえないくらいきせき）は、つじあやのとBEAT CRUSADERSのシングル。2008年2月20日にSPEEDSTAR RECORDSから発売された。

## 概要
アニメ映画『超劇場版ケロロ軍曹3 ケロロ対ケロロ天空大決戦であります!』の主題歌として使用された。ウクレレとロックが一体になっている曲になっている。つじは過去にLD&K Recordsに所属しており、ヒダカトオルは社員として働いていた。

## 収録曲
（全作詞・作曲：つじあやの）
1. ありえないくらい奇跡 [5:02]
編曲：BEAT CRUSADERS
2. ありえないくらい奇跡（ダンス☆マン Remix） [4:41]
編曲：ダンス☆マン
3. ありえないくらい奇跡（Instrumental） [5:02]
4. 風になる 〜みんなでウクレレ編〜 <Bonus Track> [3:47]
編曲：つじあやの

## 収録アルバム
| 曲名                                      | 収録アルバム                             | 発売日        | 規格品番      |
| ----------------------------------------- | ---------------------------------------- | ------------- | ------------- |
| ありえないくらい奇跡                      | 『つじギフト 〜10th Anniversary BEST〜』 | 2009年9月16日 | VICL-63391    |
| ありえないくらい奇跡                      | 『REST CRUSADERS』                       | 2010年10月6日 | DFCL-1689〜90 |
| ありえないくらい奇跡（ダンス☆マン Remix） | 『ディスコ戦隊 アフレンジャー』          | 2010年7月21日 | QACG-38001    |